# Куботан

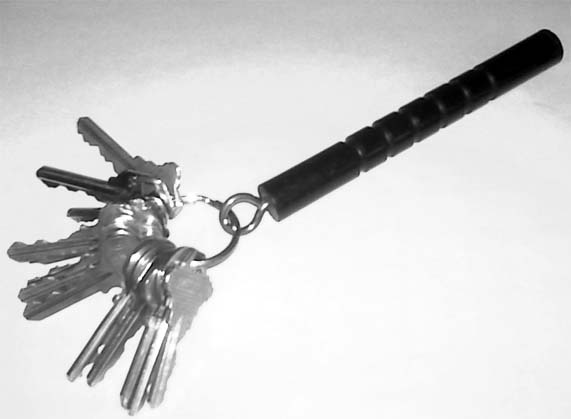
Куботан

Куботан (яп. クボタン, The Kubotan keychain) — брелок с ключами для самозащиты, разработанный сокэ Куботой Такаюки. Куботан используется во многих странах мира как ненаступательное и поэтому незапрещённое оружие, которое даёт его владельцу возможности для сопротивления нападающему или для задержания физически сильного подозреваемого. Для неопытного глаза он выглядит довольно безобидно. Входит в снаряжение полиции США и ряда других стран.

## История
Куботан является зарегистрированной торговой маркой гранд-мастера сокэ Куботы Такаюки, 10-й дан, создателя направления боевых искусств Госоку Рю, основателя и президента International Karate Association. Куботан разработан на основе явары как оружие нелетального действия для сотрудников полиции, чтобы задерживать подозреваемых без нанесения серьёзных травм.
Идея создания куботана связана с бывшим начальником полиции Лос-Анджелеса Эдвардом Дэвисом. По словам сокэ Куботы, он упомянул две проблемы, с которыми сталкиваются полицейские при работе. С одной стороны, полицейские должны быть предельно аккуратны в применении силы, так как использование дубинок часто осуждалось населением. С другой стороны, полицейскими всё чаще становились женщины, которые должны были работать наравне с мужчинами. Поэтому сокэ Кубота предложил куботан — нелетальное и эффективное оружие, небольшое по размерам, удобное для любого офицера, независимо от его роста и силы.
Куботан стал набирать популярность в середине 1970-х годов, когда сокэ Кубота впервые представил его для ознакомления в Полицейский департамент Лос-Анджелеса (LAPD) и начал обучать его применению женщин-офицеров. Он часто преподносится как чрезвычайно эффективный инструмент в воздействии на волю подозреваемого при его применении с минимальным использованием силы.

## Конструкция
Оригинальный куботан — Kubotan keychain (разработан сокэ Куботой Такаюки) — представляет собой жёсткий стержень из пластика, длиной около 5,5 дюйма (14 см) и диаметром 0,56 дюйма (1,5 см), массой около 2 унций. На нём нет острых частей или краёв. Корпус стержня обрамлён шестью круглыми канавками для дополнительного сцепления, есть кольцо для ключей, прикреплённое к одному концу.
Существует много других форм и вариантов оригинального дизайна, начиная с алюминиевого сплава с шипами, заострённые,
конические; среди них встречаются так называемые ниндзя-модели, которые оснащены лезвиями, шипами, могут походить на миниатюрные аналоги оружия, такие как куботан-тонфа от Fab Defense, или быть снабжены скрытым баллончиком со слезоточивым газом. Хотя они могут продаваться как куботан, но не являются оригиналом и фактически классифицированы по аналогии с общими self-defense keychains (SDKs).

## Концепция
Куботан, помимо своих размеров и формы, включает основные элементы применения, очень похожие на элементы явары. Как и в случае с яварой, основные направления сопротивления в целях самообороны включают воздействие на наиболее уязвимые точки нападающего. Методы его применения в значительной степени связаны с техниками боевых искусств, и почти всё его использование может дополнять направление боевых искусств, в которое он включён. Это ненаступательное и поэтому не запрещённое оружие, которое может относиться к боевому искусству, а не только диктовать свой собственный набор движений для использования.
Куботан в его использовании является довольно интересным оружием, потому что оно даёт возможность импровизировать, может быть легко найдено множество версий применения, которые могут быть максимально эффективными. Куботан — это просто стержень из пластика, металла или дерева, поэтому любые похожие предметы с большой вероятностью по сути могут быть использованы подобным образом.
Это свойство делает его одним из немногих видов оружия, которое может быть заменено любым бытовым предметом, сохранив все свои боевые свойства. Типичными предметами для импровизированной самозащиты могут быть расчески, ручки, фломастеры, фонари, ветки и т. д. Почти всё оружие с приблизительно схожей формой и размерами может быть приспособлено для замены.
Защищаться Куботаном может любой человек (независимо от силы, роста, наличия навыков в боевых искусствах) от нападающего, превосходящего его в этих характеристиках.

## Техника
Техника использования куботана, применяемая в полиции, базируется на теории «pain compliance». Это значит, что нет необходимости наносить травмы преступнику (например, для задержания, если приходится применять силу), достаточно просто воздействовать на болевые точки, чтобы заставить его подчиниться, причём с минимальным использованием силы. Есть болевые точки, на которые воздействовать в принципе безопасно (например, вдоль позвоночника, рядом с солнечным сплетением, на руках и ногах), но есть зоны человеческого тела (например, горло, глаза, пах) с которыми нужно быть очень осторожными, поскольку неаккуратное воздействие на них может привести к травме. Несмотря на это, техника применения куботана достаточно проста, если иметь представление о принципе действия на болевые точки. Например, нападающий, находящийся в состоянии наркотического или алкогольного опьянения, несколько иначе реагирует на болевые ощущения (может вообще ничего не почувствовать), нежели человек в обычном состоянии, это нужно учитывать.
Куботан достаточно компактен, для того чтобы держать его в руке, например, во время разговора с подозреваемым, не провоцируя его и не вызывая подозрений, и достаточно эффективен, чтобы в случае внезапного нападения подозреваемого (или если он отказывается добровольно подчиниться) заставить его изменить свою точку зрения.
Техника использования куботана гражданскими кардинально отличается от техники, используемой в полиции. Обычно человек, на которого напал бандит, стремится оказаться подальше от нападающего и как можно скорее. Конечно, любой может использовать технику контроля движений, разработанную для полиции, но для гражданского человека проще и удобнее использовать несколько ударов ключами или куботаном и уйти. То есть куботан может быть использован как ударное, секущее или тычковое оружие, поскольку имеет две активные части: сам стержень и ключи.Ко всему вышеуказанному следует добавить, что при удержании куботана в закрытой ладони можно наносить хлесткие удары непосредственно ключами по лицу противника, что в свою очередь во время схватки даёт время на нанесение дальнейших ударов или время для того, чтобы покинуть место нападения.
Традиционная техника явары также применима к куботану (удары по различным болевым точкам, по глазам и т. д.). Но у куботана есть свои отличия, обусловленные конструкцией (в частности, наличием ключей).
Таким образом, техника работы с куботаном включает:
- Тычок ключами
- Тычок стержнем
- Замах снизу ключами
- Замах сверху ключами
- Замах снизу стержнем
- Замах сверху стержнем

Конечно, куботан полностью эффективен, если прикладывается определённая сила и воздействие производится в нужные области.

## Специфика применения
У куботана есть свои преимущества (перед аналогами, например яварой):
- это брелок для ключей — вполне легальное средство (в отличие от явары, которая является оружием), и если придётся обороняться от нападения на улице, крайне маловероятно, что из-за применения куботана у защищающегося возникнут проблемы с законом;
- если в связке с куботаном находится всего несколько металлических ключей, то и их можно использовать как оружие с куботаном-рукояткой;
- ключи с брелоком люди обычно постоянно носят с собой;
- для полицейских  это вариант безопасного и эффективного оружия, которым нельзя причинить вред по неосторожности[7].

Наряду с преимуществами у данного способа защиты есть и недостатки:
- для использования куботана необходимо находиться в непосредственной близости к нападающему, что в некоторых случаях может быть весьма опасным;
- очень короткая область действия, что приходится учитывать при использовании[4].

## Книги
- Takayuki Kubota. Action Kubotan Keychain an Aid in Self Defense. — Beckett Pubns, 1982. — 64 p. — ISBN 0865681015.
- Takayuki Kubota, John G. Peters. Official Kubotan techniques. — Kubotan Institute, 1983. — 56 p.
- Takayuki Kubota. T-Hold Kubotan. — Unique Publications, 1983. — 28 p. — ISBN 0865681112.
- Takayuki Kubota. Kubotan keychain: instrument of attitude adjustment. — перепечатанное, иллюстрированное. — Dragon Books, 1985. — 86 p. — ISBN 0946062099.
- Takayuki Kubota: Kubotan Keychain, ISBN 0-86568-068-X

## Фильмы
- Kubotan: The official Kubotan, Rising Sun Video Productions, ASIN B00011HJAW
- George Sylvan: The Persuader Kubotan & Yawara, Rising Sun Video Productions, ASIN B00065AXWE